# Батенберг (Палатинат)
Батенберг (њем. Battenberg) општина је у њемачкој савезној држави Рајна-Палатинат. Једно је од 48 општинских средишта округа Бад Диркхајм. Према процјени из 2010. у општини је живјело 395 становника. Посједује регионалну шифру (AGS) 7332003.

## Географски и демографски подаци
Батенберг се налази у савезној држави Рајна-Палатинат у округу Бад Диркхајм. Општина се налази на надморској висини од 300-330 метара. Површина општине износи 5,4 km². У самом мјесту је, према процјени из 2010. године, живјело 395 становника. Просјечна густина становништва износи 72 становника/km².

## Економија и инфраструктура
У Батенбергу не постоје индустријска постројења и посједује веома мало запослених у самој општини. Следећи ауто-пут (А6 Сарбрикен - Манхајм) у Гринштату је удаљен пет километара, док је следећа жељезничка станица у Кирххајму (Нојштат ан дер Вајнштрасе - Монсхајм) удаљена четири километра.